# Jarensk
Jarensk in russo Яренск? è una località che si trova nel Lenskij rajon dell'Oblast' di Arcangelo, in Russia e di cui è capoluogo.